# 2006 (album, Katapult)
2006 je v pořadí druhé album rockové skupiny Katapult. Po koncertním debutu jde o první studiové album kapely, které vyšlo v roce 1980. Autorem veškeré hudby je Oldřich Říha, texty napsal Ladislav Vostárek. Na rozdíl od debutu ubylo hardrockových riffů a kapela se na mnoha místech přiklonila k písňovým plochám. I texty mají mnohdy intimní charakter (Jsi křehká), případně nesou prvky epiky (Svobodárna, Tvůj první mejdan). Odklon od syrovosti prvního alba navíc podtrhuje účast hostujících hudebníků a použití pro Katapult nezvyklých hudebních nástrojů (saxofon, trubka, akordeon) i tvůrčích postupů (kytarová sóla nahraná pozpátku, jejichž autorem je hostující Ota Petřina). Albu předcházel singl "Až / Svobodárna", vydaný v říjnu 1979. Píseň "Až" pak kapele přinesla velký hit, jehož hlavní textový slogan (Co děti? Mají si kde hrát?) v podstatě zlidověl coby bonmot.

## Seznam skladeb
1. "Až" (3:00)
2. "Svobodárna" (2:25)
3. "Dvě růže krepový" (4:05)
4. "Tvůj první mejdan" (3:15)
5. "Čtyři díly noci" (3:05)
6. "Jsi křehká" (3:30)
7. "Kolotoč velkoměsta" (3:20)
8. "Jen jednou dostat šanci" (2:35)
9. "Šel zvolna" (3:10)
10. "Vojín XY hlásí příchod" (7:45)

## Obsazení
Katapult
- Oldřich Říha – zpěv, elektrické a akustické kytary
- Jiří Šindelář – zpěv, baskytara
- Anatoli Kohout – bicí, slide kytara

hosté
- Ota Petřina – elektrická kytara
- Svatopluk Čech – saxofon
- Miroslav Jelínek – trubka
- Tomáš Štern – akordeon
- Štěpán Žilka – pískání
- Milan Tutsch – perkuse